# جايسون كاو هوانغ
جايسون كاو هوانغ (بالإنجليزية: Jason Kao Hwang)‏ هو عازف جاز وملحن وعازف كمان أمريكي، ولد في 1957 في وكغن في الولايات المتحدة.

## وصلات خارجية
- الموقع الرسمي
- جايسون كاو هوانغ على موقع IMDb (الإنجليزية)
- جايسون كاو هوانغ على موقع ميوزك برينز (الإنجليزية)
- جايسون كاو هوانغ على موقع أول ميوزيك (الإنجليزية)
- جايسون كاو هوانغ على موقع ديسكوغز (الإنجليزية)